# 钻苞蓟
钻苞蓟（学名：Cirsium subuliforme）为菊科蓟属的植物，是中国的特有植物。分布于中国大陆的云南、西藏等地，生长于海拔1,500米至2,500米的地区，一般生于山坡草地、河谷灌丛或松林下，目前尚未由人工引种栽培。